# Alto Alegre (Córdova)
Alto Alegre é um município da província de Córdoba, na Argentina.